# Tadeusz Zbigniew Dworak
Tadeusz Zbigniew Dworak (ur. 14 października 1942 w Posądzy, zm. 13 czerwca 2013) – polski astronom, doktor habilitowany, profesor nadzwyczajny Akademii Górniczo-Hutniczej, pisarz, autor opowiadań science fiction, autor lub współautor 8 książek popularnonaukowych, 150 publikacji przeglądowych i popularnonaukowych, recenzent 85 książek naukowych i popularnonaukowych, a także tłumacz wielu zagranicznych publikacji i książek popularnonaukowych.

## Życiorys
Studiował fizykę i astronomię na Uniwersytecie Jagiellońskim w Krakowie i fizykę atmosfery na Uniwersytecie im. Łomonosowa w Moskwie. Po ukończeniu studiów pracował w Obserwatorium Astronomicznym UJ, gdzie pod kierunkiem Kazimierza Kordylewskiego uzyskał doktorat z badań nad gwiazdami zaćmieniowymi. Po uzyskaniu stopnia doktora w dalszym ciągu pracował w Obserwatorium Astronomicznym UJ. W związku z reorganizacją Obserwatorium, po roku 1976 pracował w Zakładzie Meteorologii Kosmicznej IMGW, pracując m.in. nad interpretacją zdjęć satelitarnych. Od roku 1981 pracował w Instytucie Kształtowania i Ochrony Środowiska AGH jako specjalista z dziedziny fizyki atmosfery, rozwijając metody monitoringu środowiska, teledetekcji i inne.

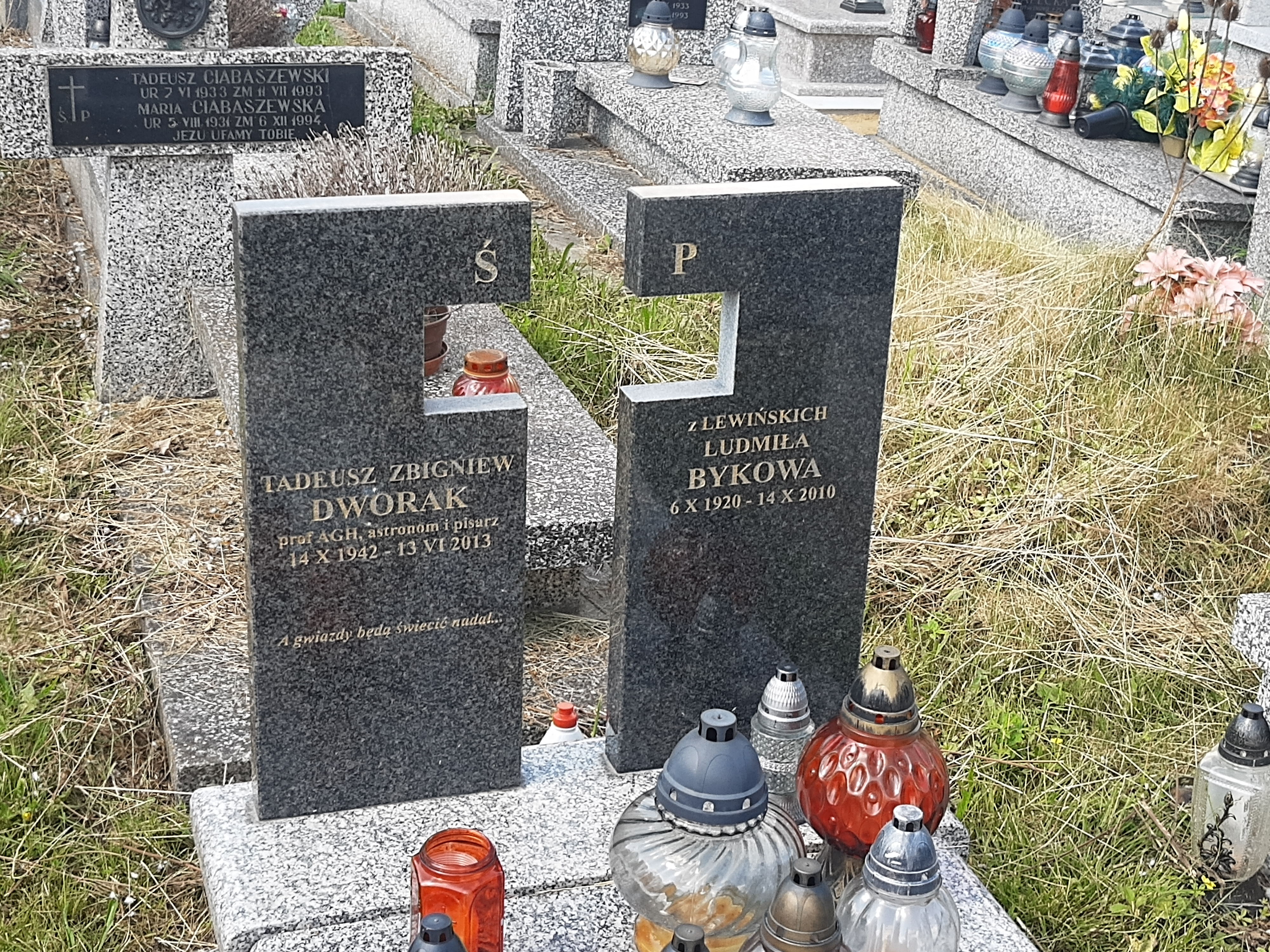
Grób prof. Tadeusza Dworaka na Cmentarzu Prądnik Czerwony

W 1991 roku uzyskał stopień doktora habilitowanego na podstawie rozprawy Metodyka teledetekcyjnych badań zapylenia atmosfery. Pracował również jako profesor w Instytucie Politechnicznym Państwowej Wyższej Szkoły Zawodowej im. Stanisława Pigonia w Krośnie. Był promotorem 5 prac doktorskich.
Pochowany na cmentarzu Batowickim w Krakowie (kw. XCIV-5-5).

## Działalność literacka
Debiutem literackim Dworaka było słuchowisko Temida, napisane wspólnie z Romanem Danakiem, nadane w 1967 przez krakowską rozgłośnię Polskiego Radia i opublikowane (pod pseudonimem Zbigniew Skawski) w „Młodym Techniku” rok później. Publikował później również w czasopismach „Wiedza i Życie” i „Razem”. Debiutem książkowym Danaka i Dworaka był zbiór opowiadań Jana Ciągwy władza nad materią. Jego utwory tłumaczone były na esperanto i język węgierski.

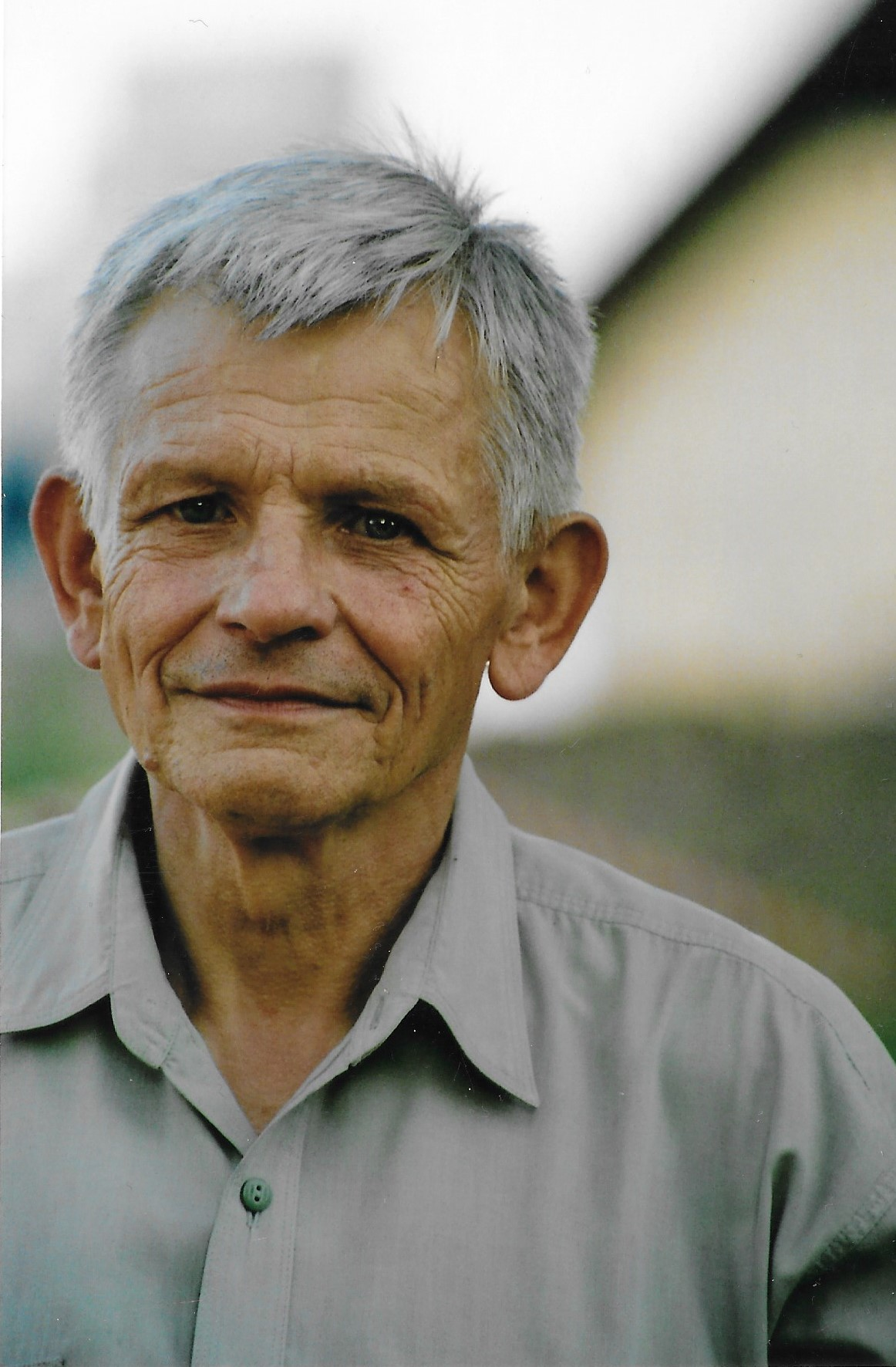

## Twórczość

### Książki popularnonaukowe
- Świat planet (współautor: Konrad Rudnicki, PWN 1979, ISBN 83-01-01480-6, II wydanie PWN 1983, ISBN 83-01-04778-X)
- Astrologia. Astronomia. Astrofizyka (I wydanie LSW 1980, ISBN 83-205-3227-2, II wydanie LSW 1986, ISBN 83-205-3750-9)
- Z astronomią za pan brat (Iskry 1989, ISBN 83-207-1064-2)
- Wszechświat i ewolucja (współautorzy: Zbigniew Sołtyk, Marek Żbik, LSW 1989, ISBN 83-205-4037-2)
- Planety, gwiazdy, Wszechświat (współautor: Ludwik Zajdler, KAW 1989, ISBN 83-03-02491-4)
- Milczenie Wszechświata (współautorzy: Zbigniew Paprotny, Zbigniew Sołtyk, WP 1997, ISBN 83-214-1026-X)
- Odległe planety w Układzie Słonecznym (współautor: Jerzy Kreiner, WN PWN 2000, ISBN 83-01-13164-0)

### Zbiory opowiadań
- Jana Ciągwy władza nad materią (Iskry 1977, współautor: Roman Danak)